# Gonzalo Peillat
Gonzalo Peillat (Buenos Aires, 12 agosto 1992) è un hockeista su prato argentino naturalizzato tedesco.

## Palmarès

### Olimpiadi
- 1 medaglia:
  - 1 oro (Rio de Janeiro 2016)

### Mondiali
- 1 medaglia:
  - 1 bronzo (L'Aia 2014)

### Giochi panamericani
- 1 medaglia:
  - 1 oro (Toronto 2015)

### Coppa panamericana
- 1 medaglia:
  - 1 oro (Lancaster 2017)

### World League
- 1 medaglia:
  - 1 argento (Bhubaneswar 2016-17)